# Polyouratea serrulata
Polyouratea serrulata là một loài thực vật có hoa trong họ Ochnaceae. Loài này được (Pohl) Tiegh. miêu tả khoa học đầu tiên năm 1902.